# Franz Eichenberg
Friedrich Franz Eichenberg, ab 1946 Frank F. Eaton (14. August 1899 in Hamburg – 7. August 1981 in Lake Oswego, Oregon) war ein deutscher Rechtsanwalt, der in den Vereinigten Staaten eine Professur in Germanistik erhielt.

## Leben und Wirken
Franz Eichenberg besuchte bis zum Abitur 1917 das Christianeum in Altona. Am Ersten Weltkrieg nahm er als Kriegsfreiwilliger bei der Marineartillerie der Kaiserlichen Marine teil. Nach dem Krieg studierte er Rechtswissenschaften an den Universitäten in Freiburg, München und Hamburg. Während des Studiums engagierte er sich politisch für die liberale DDP und war in München im AStA aktiv. Das Erste Staatsexamen legte er 1922 in Hamburg ab. Nach der Promotion zum Dr. jur. und der Referendarzeit mit Zweitem Staatsexamen wurde er 1925 Rechtsanwalt in Hamburg. Er war 1924 einer der Begründer des Leuchtenburgkreises, trat aber 1930 aus diesem aus, weil dieser sich zunehmend von liberalen hin zu sozialistischen Überzeugungen wendete. Eichenberg wurde in Hamburg wegen seiner jüdischen Herkunft durch die Nationalsozialisten zunehmend als Rechtsanwalt boykottiert und emigrierte daher im Herbst 1936 in das Vereinigte Königreich.| Hier wurde er bei Ausbruch des Zweiten Weltkrieges als alien enemy im Lager bei Seaton interniert. 

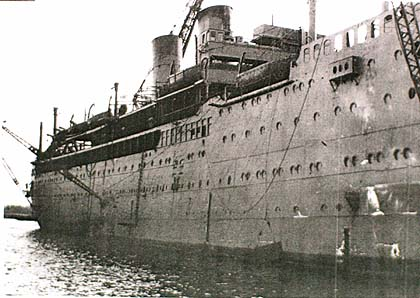
Die Arandora Star
vor der Abfahrt nach Kanada

Im Juni 1940 wurde er mit ca. 1200 deutschen und italienischen Gefangenen an Bord der Arandora Star der Blue Star Line genommen, die sie nach Kanada bringen sollte. Nach zwei Seetagen wurde die Arandora Star durch das von Günther Prien kommandierte U-Boot U 47 torpediert und versenkt. Unter den über ca. 800 Toten war eine große Zahl Deutscher, die wie Eichenberg ins britische Exil geflüchtet waren. Eichenberg hielt sich schwimmend über Wasser und wurde nach einigen Stunden von dem kanadischen Zerstörer St. Laurent aufgenommen und mit den anderen geretteten Überlebenden nach Schottland gebracht. Bereits wenige Tage später kam er mit 3000 Gefangenen an Bord des Truppentransporters Dunera und machte einen berüchtigten Gefangenentransport nach Australien mit; während dieser Reise wurde er von den Gefangenen zu ihrem Sprecher gewählt. Die Fahrt der Dunera wurde später mehrfach verfilmt. Seine australische Internierungsakte liegt im Australischen Nationalarchiv.
In Australien diente er zum Ende des Zweiten Weltkrieges in der Australian Army und wanderte 1946 in die Vereinigten Staaten ein, wo er den neuen Namen Frank F. Eaton annahm. Er wurde in Oregon Professor des 1946 (zunächst zur Ausbildung von Kriegsheimkehrern) gegründeten Portland State College für Deutsche Sprache und Literatur und 1957 Mitbegründer der heute noch bestehenden Deutschen Sommerschule am Pazifik.

## Schriften
- Ist die tätliche oder skandalierende parlamentarische Obstruktion nach § 105 StGB. strafbar?, Dissertation 1924

## Auszeichnungen
- Eisernes Kreuz, 2. Klasse
- Preußische Kronen-Orden-Medaille
- Verwundetenabzeichen
- Bundesverdienstkreuz Erster Klasse (1959)